# Skabersjö socken
Skabersjö socken i Skåne ingick i Bara härad, ingår sedan 1977 i Svedala kommun och motsvarar från 2016 Skabersjö distrikt.
Socknens areal är 26,28 kvadratkilometer varav 25,13 land. År 2000 fanns här 315 invånare. Skabersjö slott samt kyrkbyn Skabersjöby med sockenkyrkan Skabersjö kyrka ligger i socknen. 

## Administrativ historik
Socknen har medeltida ursprung. Under medeltiden införlivades Tjustorps socken.
Vid kommunreformen 1862 övergick socknens ansvar för de kyrkliga frågorna till Skabersjö församling och för de borgerliga frågorna bildades Skabersjö landskommun. Landskommunen uppgick 1952 i Bara landskommun som 1971 ombildades till Bara kommun som uppgick 1977 i Svedala kommun. Församlingen uppgick 2002 i Värby församling.
1 januari 2016 inrättades distriktet Skabersjö, med samma omfattning som församlingen hade 1999/2000.  
Socknen har tillhört län, fögderier, tingslag och domsagor enligt vad som beskrivs i artikeln Bara härad. De indelta soldaterna tillhörde Södra skånska infanteriregementet, Livkompaniet.

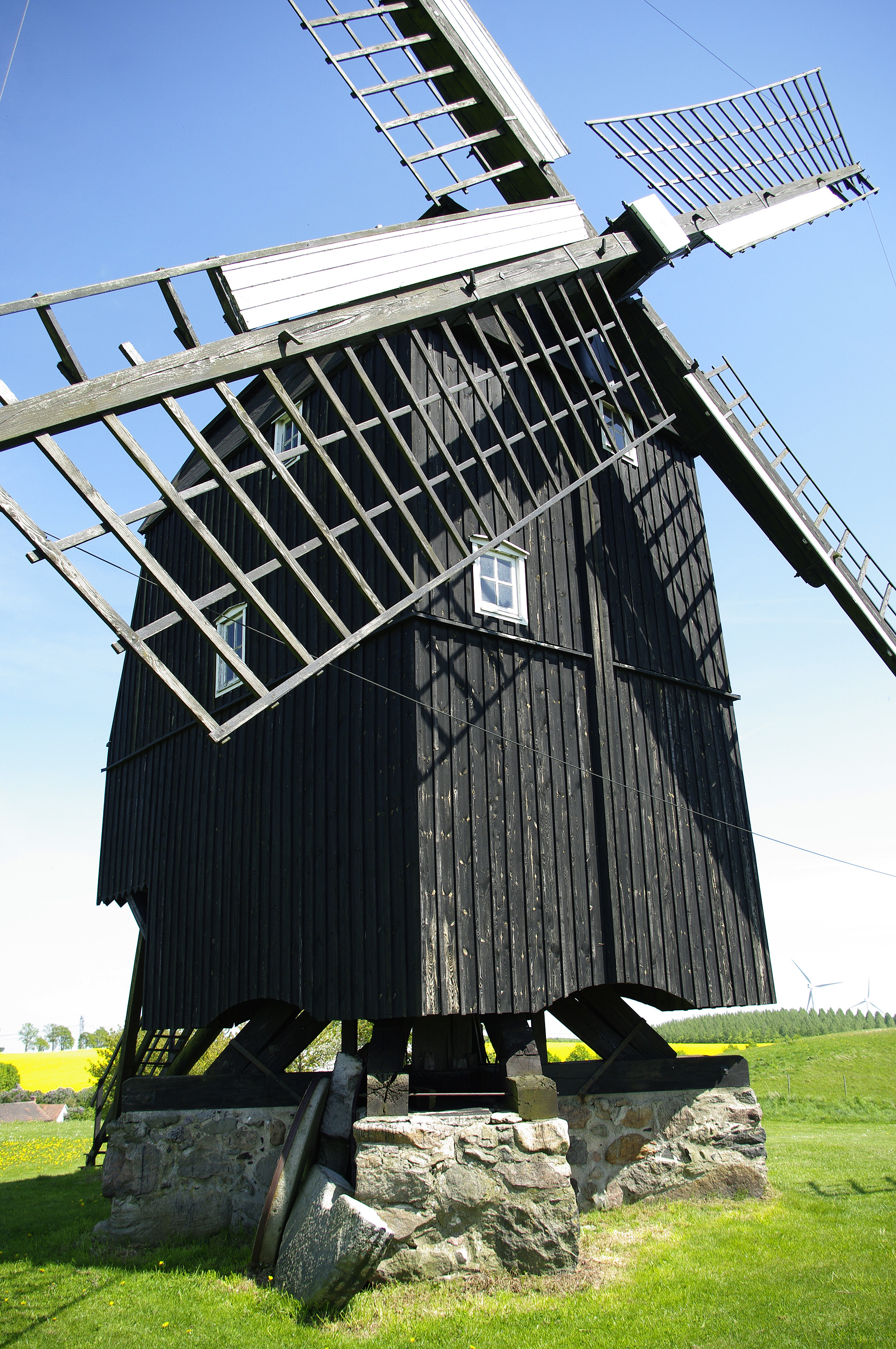
Skabersjö mölla

## Geografi
Skabersjö socken ligger öster om Malmö med Yddingen i öster. Socknen är en kuperad odlingsbygd med bokskog i öster.

## Fornlämningar
Boplatser och en långdös från stenåldern är funna. Skabersjöspännet har påträffats här.

## Namnet
Namnet skrevs 1349 Skapruse och kommer från kyrkbyn. Efterleden är plural av hus. Förleden innehåller troligen yrkesbeteckningen skapare, 'tillskärare (av tyg)'..